# Universidad Técnica de Nagaoka

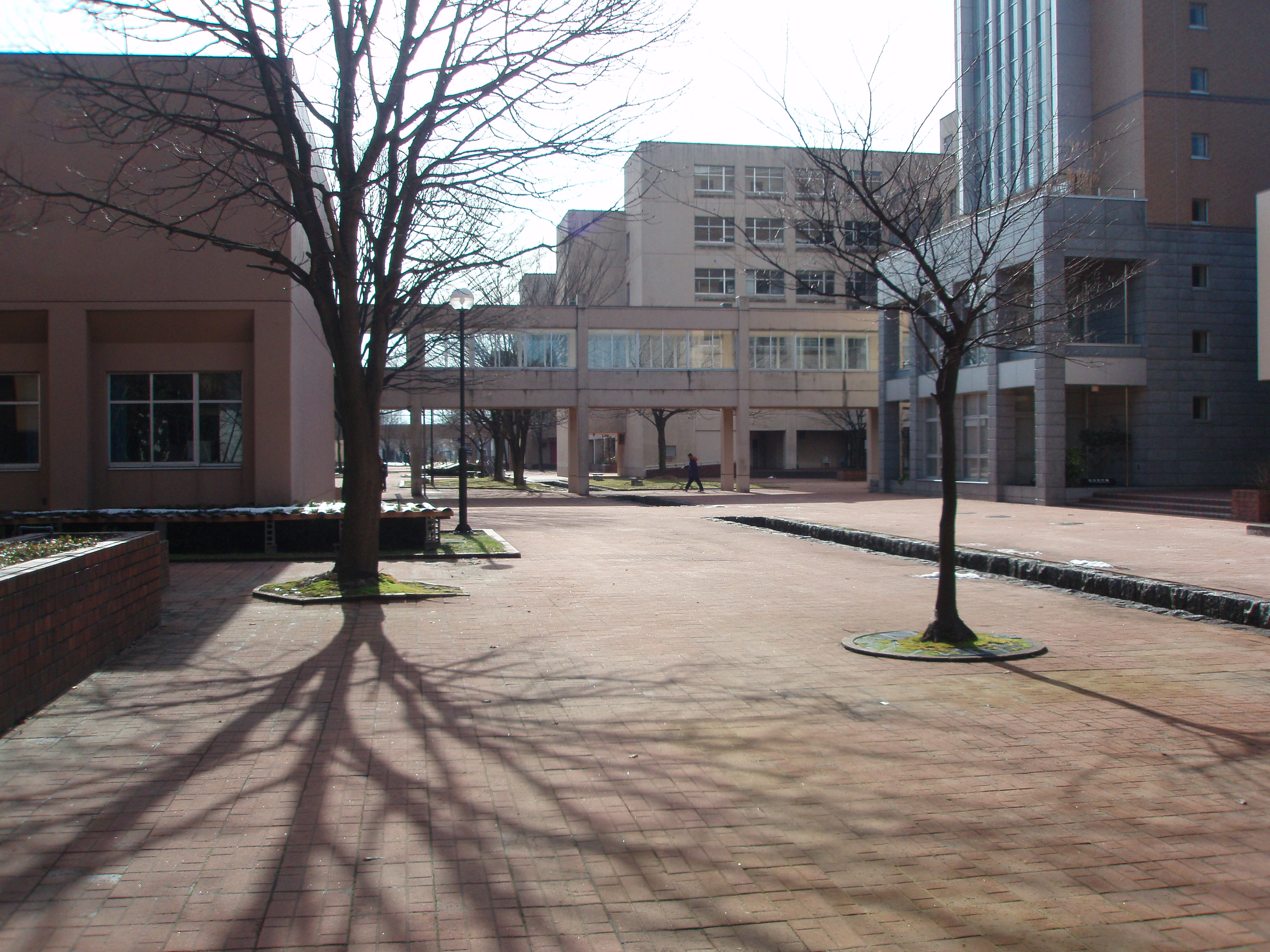
Nagaoka Universidad de Tecnología

La Universidad Técnica de Nagaoka, Nagaoka University of Technology o 長岡技術科学大学 (Nagaoka Gijutsu Kagaku Daigaku?), conocida como Nagaoka Gidai, es un centro superior técnico de educación fundado en 1976 en la ciudad de Nagaoka, Niigata, Japón. De titularidad pública, es una de las pocas universidades tecnológicas, junto con la Universidad Técnica de Toyohashi, en la prefectura de Aichi. Posee estudios de grado y de máster con fórmulas de 4 o 5 años de estudio, conocidos como "kosen" en Japón.

## Organización

### Escuelas y Facultades
- Escuela de Ingeniería
  - Ingeniería mecánica
  - Eléctrico, Electrónica e Ingeniería de Información
  - Ciencia de materiales y Tecnología
  - Ingeniería civil
  - Ingeniería de Sistemas medioambientales
  - Bioingeniería
  - Administración y Sistemas de Información

### Escuelas de Ingeniería
- Maestro
  - Ingeniería mecánica
  - Eléctrico, Electrónica e Ingeniería de Información
  - Tecnología de Ciencia & material
  - Ingeniería civil
  - Ingeniería de Sistema medioambiental
  - Bioingeniería
  - Administración y Sistemas de Información
  - Ingeniería de Seguridad nuclear
- Programa Doctoral
  - Ciencia de información e Ingeniería de Control
  - Ciencia de materiales
  - Energía y Ciencia del Entorno
  - Biociencia y Tecnología
- Programa de Doctorado
  - Ciencia e Innovación Tecnológica

### Escuela de Administración y Tecnología
- Curso de Grado profesional
  - Seguridad de sistema

## Otros programas
- El Centro de siglo XXI de Programa de Excelencia (Ministerio de Educación, Cultura, Deportes, Ciencia y Tecnología )
  - Creación de Hybridized Materiales con Super-Funciones y Formación de Centro de Educación & de Búsqueda Internacional (2002–2006)
  - Renacimiento global por Revolución de Energía Verde (2003–2007)
- Programa de soporte para Necesidades Educativas Contemporáneas (Ministerio de Educación, Cultura, Deportes, Ciencia y Tecnología)
  - Desarrollo de cyclical educación que incorpora Geen prácticas de Tecnología
- Programa para Promover Alto-Calidad Educación Universitaria (Ministerio de Educación, Cultura, Deportes, Ciencia y Tecnología)
  - Práctico Meister sistema de educación tecnológica
  - Reestructuración de Educación de Ingeniería Fundamental basada en Concepto de Diseño Universal

## Historia
- 1976: se crea la Universidad Técnica de Nagaoka.
- 1978: primera ceremonia de graduación de la universidad.
- 1980: se establece el programa de licenciatura y de maestro.
- 1986:  Escuela de Licenciado de Ingeniería (programa doctoral)
- 2006:  Biociencia y curso de Tecnología (programa doctoral) y Seguridad de Sistemas (Curso de Grado Profesional)
- 2012: Curso de Sistema Nuclear y de Ingeniería de la Seguridad (programa del maestro)
- 2015: Ciencia de Innovación en la Tecnología (5-años programa doctoral)

## Centros de Búsqueda e Instruccionales
- Centro para Desarrollo de Facultad
- Centro para Educación General
- Centro de lengua
- Salud y Educación físicas Centro de Cuidado
- Análisis y Centro de Instrumentación
- Centro de Desarrollo de la tecnología
- Centro para Machining Desarrollo de Tecnología
- Energía extrema-Instituto de Búsqueda de la Densidad
- Centro para Educación e Intercambio Internacionales
- Centro para e-Aprendiendo Búsqueda y Aplicación
- Centro de Procesamiento de la información
- Centro de radioisótopo
- Sonido e Ingeniería de Vibración Centro
- Centro para Ciencia y Matemática
- Centro para Sistema Multimedia
- Techno-Centro de incubación
- Centro de búsqueda para Tecnología de Magnesio Adelantado
- Centro para Desarrollo de Tecnología Verde en Asia
- Centro de búsqueda para Sociedad Segura y Segura
- Metano adelantado-Centro de Búsqueda de la Utilización
- Gigaku Centro de Promoción de la innovación
- Centro de Propiedad intelectual
- Centro de Incubación de Corredor superior para Academia-Fusión de Industria
- Centro para Soporte de Tecnología Integrada (CITS)

## Rectores
- Kawakami Masamitsu
- Saito Shinroku
- Kanno Masayoshi
- Uchida Yasuzo
- Hattori Ken
- Kojima Yo
- Niihara Koichi
- Azuma Nobuhiko

## Ubicación
Localizado en el área de suburbio de la ciudad de Nagaoka, en Niigata Prefucture, cerca del Parque Echigo.
- Taxi: aproximadamente 20 minutos.
- Autobús: aproximadamente 30min de la estación de autobuses de Nagaoka (aproximadamente 1 hora 40 minutos desde la Estación de Tokio por joetsu-shinkansen, tren de bala japonesa).
- Automóvil: aproximadamente 5 minutos por el intercambiador de Nagaoka, el Kan-etsu Expressway.